# CRRC 그룹
CRRC 그룹(영어: CRRC Group)은 중국의 지주회사이다.